# チャイルドライン
チャイルドラインとは、いじめや児童虐待等の影響を受ける児童・青少年に対する電話やチャットで傾聴・カウンセリングを行う慈善活動。「子どもの権利条約に基づき、子どもの「声」を受けとめることで、子どもがありのままで安心できるこころの居場所をつくります。また受けとめた「声」を社会に発信し、子どもが生きやすい社会を目指します」というミッションを掲げ、「子どもの権利条約」の理念・精神を基本として活動を行っている。

## 概要
1986年にイギリスにおいてBBCのテレビ番組「That's Life!」内の企画として開設されたのが最初とされる。2006年以降は国家児童虐待防止協会(NSPCC)が運営している。24時間対応で、通話料は無料。イギリス国外でこの活動をモデルにした児童・青少年向け電話カウンセリング活動に「チャイルドライン」を名乗るものも多い。
日本においては、1997年チャイルドライン設立支援議員連盟（現在はチャイルドライン支援議員連盟　会長野田聖子衆議院議員）が超党派で立ち上がり、イギリスのチャイルドラインを視察後、1997年に世田谷で試験的に開設された。1999年チャイルドライン支援センターが設立された。2007年からはフリーダイヤルで、18歳までの子どもの電話相談を受け付けている。2016年からはチャット相談も実施している。現在40都道府県に70のチャイルドライン実施団体がある。「チャイルドライン」の名称を使用した活動の中心となっているのは特定非営利活動法人チャイルドライン支援センター（認定NPO)。

## 日本
全国の70の実施団体により実施されている18歳までの子どもを対象とした電話・チャット相談である。相談室としての意味あいもあるが、主として子どもの話を聴き寄り添うことに重点が置かれ、子どもが匿名で相談できることも特徴である。行政が設置する「いじめ相談室」等の電話とは性格がやや異なる。
- 悩み相談や「今日こんなことがあったよ」などの報告、自慢話など、子どもの話を何でも聴いてくれる。
- 相談するだけではなく「一緒に考える」ことが重要視されている。
- 必ずしも解決指向型ではない。

### 4つのお約束
- 相談した内容の秘密は守られる
- 名前は名乗らなくてもよい
- どんな内容でも、相談者と共に考える
- 切りたいときは電話やチャットを切断してもよい

### 全国のチャイルドライン
- 北海道東北エリア（北海道・青森県・岩手県・秋田県・宮城県・福島県）
- 北関東信越リア（新潟県・長野県・群馬県・栃木県・埼玉県・千葉県）
- 南関東エリア（東京都・神奈川県・山梨県）
- 東海エリア（岐阜県・愛知県・三重県・静岡県）
- 北陸近畿エリア（石川県・富山県・福井県・滋賀県・京都府・大阪府・和歌山県）
- 四国エリア（鳥取県・岡山県・広島県・山口県・島根県・愛媛県・徳島県・高知県）
- 九州沖縄エリア（福岡県・大分県・宮崎県・長崎県・鹿児島県）

### 主な相談
- 学校関連（学校に行きたくない・勉強についてゆけないなど）
- いじめ（学校でいじめられている・先輩にいじめられているなど）
- 家族（両親の仲が悪い、いつもケンカばかりしているなど）
- 自分自身（頑張って大人になりたいなど）
- 性（性に対してちゃんと知りたい・妊娠したかもしれないなど）
- 大人の世界と子ども（ギャンブルにはまってしまい高額の借金が出来てしまった・援助交際は何故いけないの?など）
- LGBTQ

### 着信件数
年間約20万件の着信がある。

### 問題
- 匿名可とイヤになったら切ってもいいということを悪用した悪戯電話
- 子供に成りすまし相談員の女性に性的な質問をする行為
- フリーダイヤルなどの運営のための資金調達繰（携帯電話通話料を無料（チャイルドイン側が負担）にする場合、チャイルドライン側の負担大）
- 相談時間の限界(ボランティア活動のため相談できる時間が限定されてしまう(毎日夕方4時～9時など))